# Heinrich Hinsenkamp
Heinrich Hinsenkamp (* 28. August 1862 in Triest; † 17. September 1934 in Linz) war ein österreichischer Rechtsanwalt und deutschnationaler Politiker. Er war der letzte Bürgermeister von Urfahr.

## Leben
Heinrich Hinsenkamp wurde als Sohn eines Ingenieurs (Österreichischer Lloyd) geboren und studierte Rechtswissenschaften in Wien. Während seines Studiums wurde er 1885 Mitglied der Burschenschaft Marcho-Teutonia Graz. Nach seinem Studium war ab er 1887 in der Anwaltskanzlei Jäger in Linz tätig, ab 1893 als selbständiger Rechtsanwalt in Urfahr. 1894 wurde er Gemeinderat in Urfahr, 1897 bis 1915 oberösterreichischer Landtagsabgeordneter. 1918 bis 1919 war er Mitglied der provisorischen Landesversammlung.
Von 1901 bis 1919 war Hinsenkamp letzter Bürgermeister der Stadt Urfahr, bevor diese 1919 nach Linz eingemeindet wurde. Er galt als Schöpfer des modernen Urfahr. So wurde unter seiner Ägide das Urfahraner Rathaus von Julius Schulte 1911 großzügig umgebaut.
Er wohnte in dem von Ignaz Scheck erbauten Haus in der Mühlkreisbahnstraße 3. Wilhelm Dachauer schuf ein Porträt von Hinsenkamp.

## Auszeichnungen
- 1902: Ehrenbürger von Urfahr
- 1903: Franz-Josephs-Orden
- 1922: In Linz-Urfahr ist der Hinsenkampplatz nach ihm benannt.